# 동진강
동진강(東進江)은 대한민국 전북특별자치도 정읍시 산외면 상두산(象頭山) 인근에서 발원하여 호남평야 남부를 서북 방향으로 흐르며 황해로 유입되는 전북특별자치도의 강이다.
동진강 유역 일대는 토질이 비옥하여 삼한시대부터 논농사가 발달해 왔으며, 오늘날에는 호남평야와 계화도 간척지의 관개에 큰 역할을 한다. 상류 지역은 도원천이라고 불리며, 전북특별자치도 정읍시 칠보면에서 칠보천을 합친 이후 하폭이 넓어지면서 동진강이 된다.

## 개요
동진강은 길이 44.7km, 유역면적 1,124km2의 강으로, 국가하천 분류에서는 금강권역 동진강 수계에 속한다. 일부 구간은 만경강 수계와도 접해 있다.

## 하천연장
하천연장은 44.7km로 국가하천 구간은 전북특별자치도 정읍시 정우면에서 시작하여 전북 부안군 동진면까지의 19km 길이이며, 지방1급하천은 전북특별자치도 정읍시 정우면 전체를 포함하는 구간까지를 종점으로 하며, 총 길이 19.96km이다., 지방2급하천 구간은 전북특별자치도 정읍시 산외면 상두리에서부터 전북 정읍시 산외면 정량리까지 총 12.07 km 길이다.

## 지류
- 원평천 - 전북특별자치도 김제시 금산면 화율리에서 발원
  - 국가하천 : 전북특별자치도 김제시 죽산면 동진강 합류점에서 봉남면 금구천 합류점까지 : 길이 약 16Km
  - 지방2급하천 : 전북특별자치도 김제시 봉남면 금구천 합류점에서 발원지까지 : 길이 약 14 Km
- 고부천 - 전북특별자치도 고창군 신림면 도림리에서 발원
  - 국가하천 : 전북특별자치도 부안군 동진면 동진강 합류점에서 정읍 고부 소성천 합류점까지 : 길이 약 16 Km
  - 지방2급하천 : 전북특별자치도 정읍시 고부면 소성천 합류점에서 발원지까지 : 길이 약 21 Km
- 중복천
- 덕천천
- 정읍천 - 전북특별자치도 정읍시 내장동 내장산에서 발원.
  - 국가하천 : 전북특별자치도 정읍시 이평면 동진강 합류지점에서 내장저수지까지 - 길이 약 18 Km.
  - 지방2급하천 : 내장저수지에서 발원지까지 - 길이 약 15 Km.
- 용호천
- 축현천
- 수약천
- 칠보천
- 도원천
- 암지천
- 상두천

## 같이 보기
- 대한민국의 국가하천 목록
- 호남평야
- 만경강

## 참고 문헌
- 이 문서에는 다음커뮤니케이션(현 카카오)에서 GFDL 또는 CC-SA 라이선스로 배포한 글로벌 세계대백과사전의 내용을 기초로 작성된 글이 포함되어 있습니다.